# Демир, Шеннур
Шеннур Демир  (тур. Şennur Demir; род. 10 августа 1982, Бартын) — турецкая боксёрша. Чемпионка мира 2022 года. Призёр чемпионатов мира 2016 и 2018 годов. Призёр Чемпионатов Европы 2016 и 2018 годов. Член сборной Турции по боксу.

## Карьера
Пятикратная победительница национального чемпионата в весовой категории до 81 кг (2012, 2013 годы) и в весе свыше 81 кг (2016, 2017 и 2018 годы).
На чемпионате Европы 2016 года в Софии, в Болгарии, завоевала бронзовую медаль в категории свыше 81 кг.
На чемпионате мира 2016 года в Астане, она оказалась на призовом третьем месте.
На чемпионате Европы 2018 года в Софии, сумела вновь стать призёром континентального первенства, завоевав бронзовую медаль чемпионата.
На 10-м чемпионате мира по боксу среди женщин в Индии, в финале, 24 ноября 2018 года, турецкая спортсменка встретилась с китайской спортсменкой Ян Сяоли, уступила ей 0:5 и завершила выступление на мировом первенстве, завоевав серебряную медаль турнира.